# Phytomyptera flavipes
Phytomyptera flavipes är en tvåvingeart som först beskrevs av Henry Jonathan Reinhard 1943.  Phytomyptera flavipes ingår i släktet Phytomyptera och familjen parasitflugor.
Artens utbredningsområde är Washington. Inga underarter finns listade i Catalogue of Life.